# Женщина в красной шляпе
Женщина в красной шляпе — небольшая картина голландского художника Яна Вермеера, написанная в период 1665—1666 годы. В настоящее время находится в Национальной галерее искусств в Вашингтоне. Эта картина является одной из многочисленных Вермеерских трони — изображения причудливо одетых моделей, которые, как известно, не были специально предназначены для конкретных опознаваемых объектов.

## Описание
На портрете изображена молодая женщина, одетая в синее, с кружевным воротником и в красной шляпе. Ее волосы аккуратно уложены вверх, а на ушах висят серьги. Ее взгляд обращен прямо на зрителя, словно она только что обратила внимание на какой-то звук. Приоткрытый рот и розоватое лицо, освещенное справа, необычно для произведений Вермеера.
Во время исследования с использованием новейших технологий в рамках подготовки к выставке 2022 года под названием «Тайны Вермеера» было установлено, что Вермеер начал с написания портрета мужчины в широкополой шляпе.

## Происхождение и выставки

### Происхождение
Картина могла быть среди других картин, принадлежащих Pieter Claesz van Ruijven (1624—1674) — патрону Вермеера, и, возможно, через наследование могла отойти его жене Maria de Knuijt (умерла 1681 году), его дочери — Magdalena van Ruijven (1655—1682) и мужу Магдалены — Jacob Abrahamsz Dissius (1653—1695). Предполагается, что картина была продана в Амстердаме 16 мая 1696 года (вероятно, 39 или 40). Она была куплена на распродаже в гостинице Hôtel de Bouillon 10 декабря 1822 года в Париже бароном Louis Marie Baptiste Atthalin (1784—1856), после чего она перешла по наследству его племяннику и приёмному сыну Laurent Atthalin, далее по наследству отошла барону Gaston Laurent-Atthelin (умер в 1911 году), Les Moussets, Limey, Seine-et-Oise, далее его жене баронессе Laurent-Atthelin из Парижа. Картина была продана Нью-Йоркской галереей M. Knoedler & Co. в ноябре 1925 года Эндрю Уильяму Меллону, который показывал её 30 марта 1932 года на «Образовательном и Благотворительном фонде Эндрю Уильяма Меллона» в Питтсбурге (место хранения картин Меллона до того, как ещё появилась Национальная галерея искусства). Позже картина была передана Национальной галерее искусств.

### Выставки
- 1925 год — «Временная выставки голландских мастеров XVII века», M. Knoedler & Co., Нью-Йорк, 1925 год, № 1[5].
- 1928 год — «Временная выставка двенадцати шедевров живописи», M. Knoedler & Co., Нью-Йорк, 1928 год, № 12.
- 1995 год — «Голландский зал галереи», Национальная галерея искусств, Вашингтон, 1995—1996 годы.
- 1996 год — «Ян Вермеер», Национальная галерея искусств, Вашингтон, Королевский зал шедевров Маурицхёйса, Гаага, 1995—1996 годы, № 14, репродукция.
- 1998 год — «Коллекционный зал», Национальная галерея искусств, Вашингтон, 1998 год, № 60.
- 1999 год — «Ян Вермеер: Искусство живописи», Национальная галерея искусств, Вашингтон, 1999—2000 годы, брошюра, рисунок № 11.
- 2001 год — «Вермеер и Делфтская школа», музей Метрополитен, Нью-Йорк, Лондонская Национальная галерея, Лондон, 2001 года, № 74, репродукция.